# Montpelier (Idaho)
Montpelier is een plaats (city) in de Amerikaanse staat Idaho, en valt bestuurlijk gezien onder Bear Lake County. De U.S. Route 89 loopt door het centrum van Montpelier. De plaats is het belangrijkste handelscentrum van de streek. Haar inwoners leven van landbouw - veeteelt en graangewassen. Het toerisme wordt een steeds belangrijkere born van inkomsten door de ligging bij het zuidelijk gelegen Bear Lake. Het ligt halverwege tussen Salt Lake City en Jackson, de zuidelijke poort van het Yellowstone National Park.

## Geschiedenis
De vallei rond Bear Lake werd in september 1863 bezet door mormonen die door Brigham Young hierheen werden gestuurd. Montpelier werd voor het eerst bewoond in de lente van 1864 door zestien mormoonse families onder leiding van John Cozzens.
Deze plaats veranderde, zoals veel andere plaatsen in het westen van de Verenigde Staten, een aantal keer van naam. Ze was eerst gekend als Clover Creek, zo genoemd door de immigranten op de Oregon Trail. Later werd het Belmont en uiteindelijk besliste Brigham Young om de plaats Montpelier te noemen, naar de hoofdplaats van zijn geboortestaat Vermont. De handelaars in Montpelier deden goede zaken door de immigrantenstroom die hier halt hield en voorraad insloeg.
De komst van de spoorweg in 1892 zorgde ervoor dat een grote groep niet-mormonen hier neerstreek. Montpelier viel uit elkaar in downtown Montpelier voor de zogenaamde heidenen en uptown Montpelier waar de mormonen zich vestigden en er een tabernakel bouwden.

### Bankoverval
Op 13 augustus 1896 overviel Butch Cassidy en zijn tweemansbende de plaatselijke bank (zie foto). Ze slaagden erin 16.500 dollar aan goud, zilver en geld te roven. Andere schattingen houden het op 7.000 dollar. De hulpsheriff trachtte tevergeefs ze in te halen met een geleende fiets en later met een paard, richting Montpelier Canyon. Een posse zocht hen maar staakte de zoektocht een week later in Snyder Basin. Cassidy werd nooit gevat maar een van zijn kompanen, Bob Meeks, zat tot 1912 in de cel. Meeks beweerde dat hij nooit een cent van het gestolen geld zag.

## Bezienswaardigheden
- Bear Lake National Wildlife Refuge
- Minnetonka Cave
- National Oregon/California Trail Center

## Demografie
Bij de volkstelling in 2000 werd het aantal inwoners vastgesteld op 2785.
In 2006 is het aantal inwoners door het United States Census Bureau geschat op 2498, een daling van 287 (-10,3%).

## Geografie
Volgens het United States Census Bureau beslaat de plaats een oppervlakte van
4,8 km², geheel bestaande uit land. Montpelier ligt op ongeveer 1823 m boven zeeniveau.

## Afbeeldingen

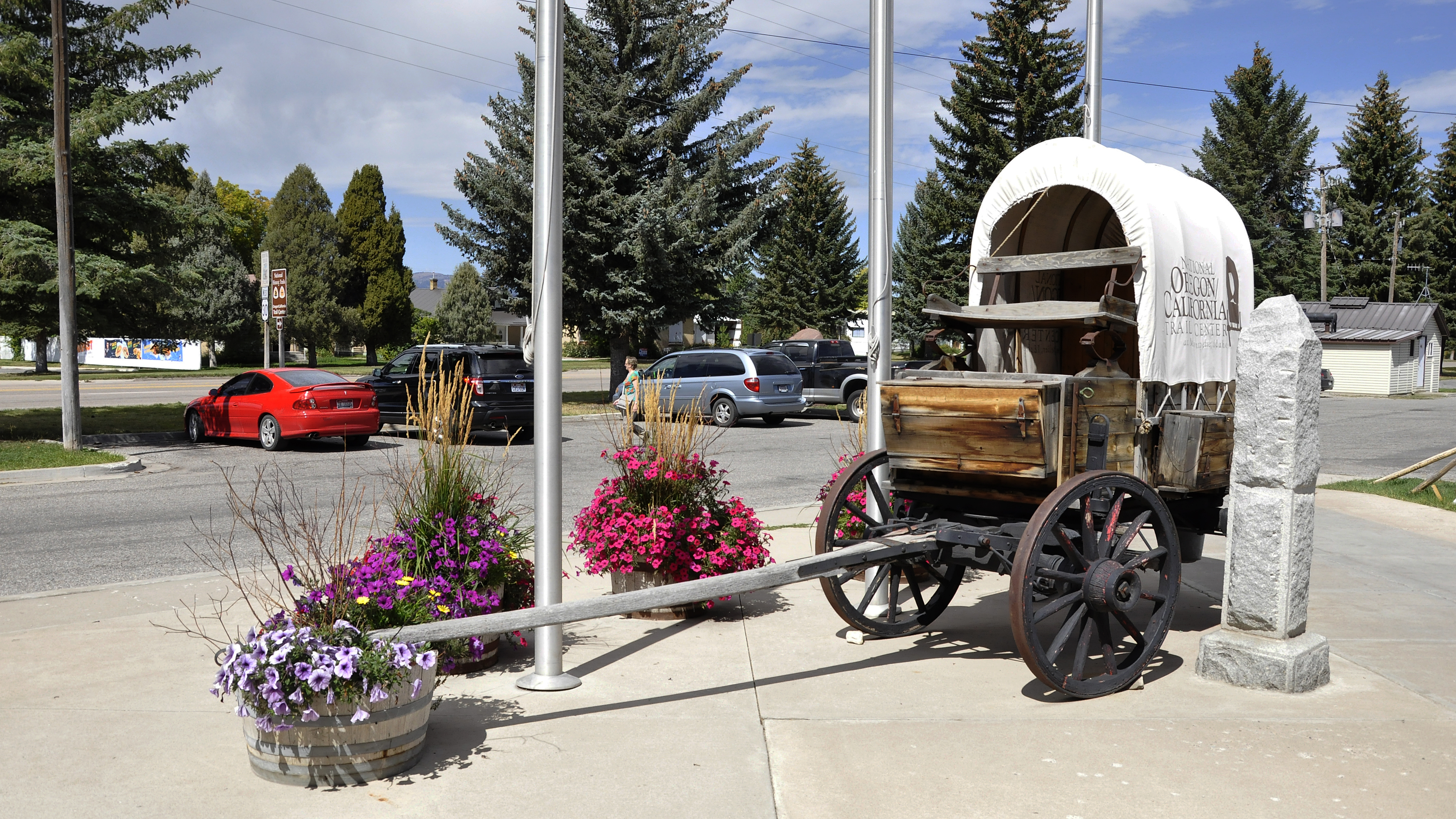
Aan de ingang van het National Oregon/California Trail Center
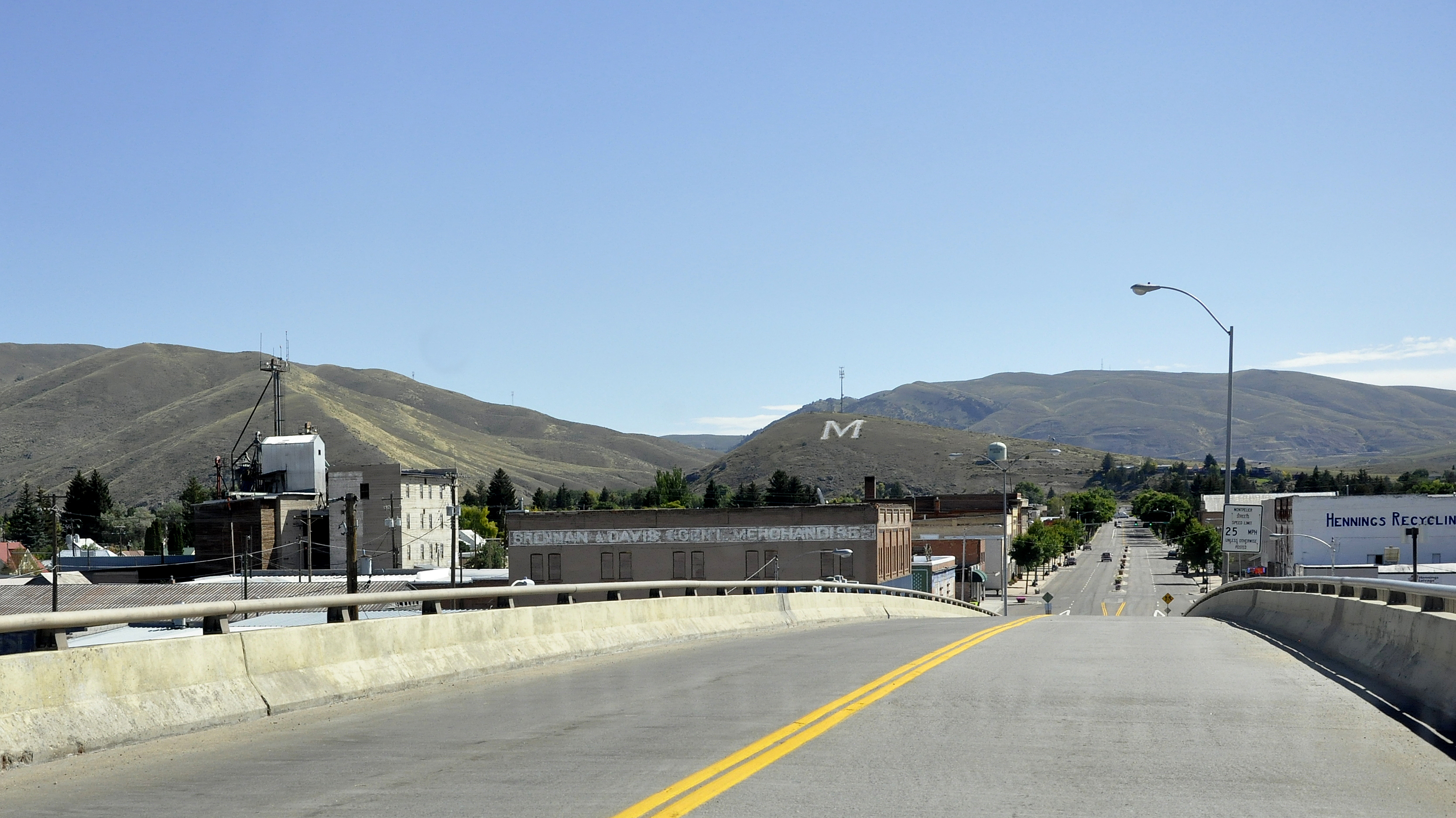
Montpelier
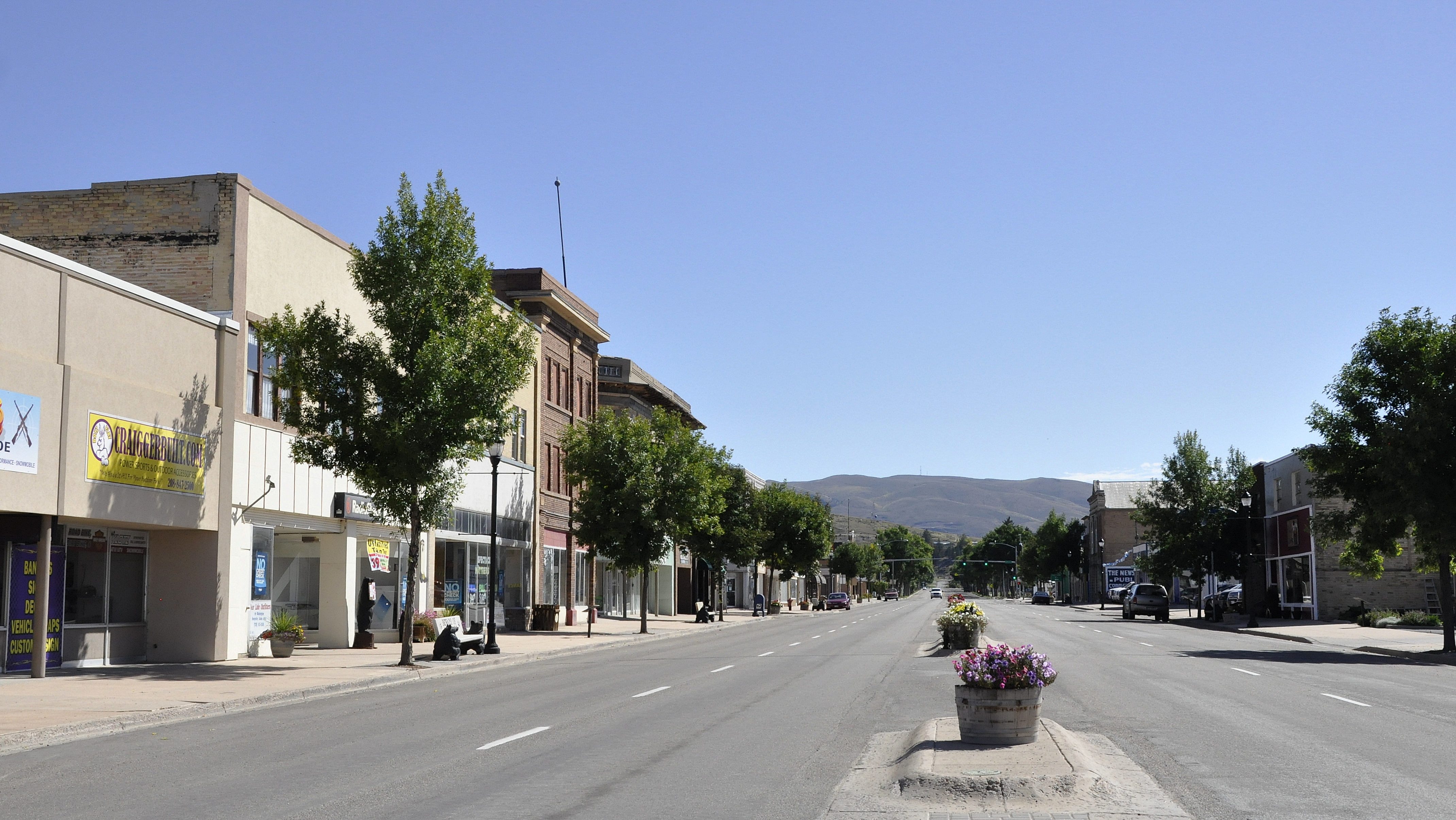
Montpelier, Washington Street
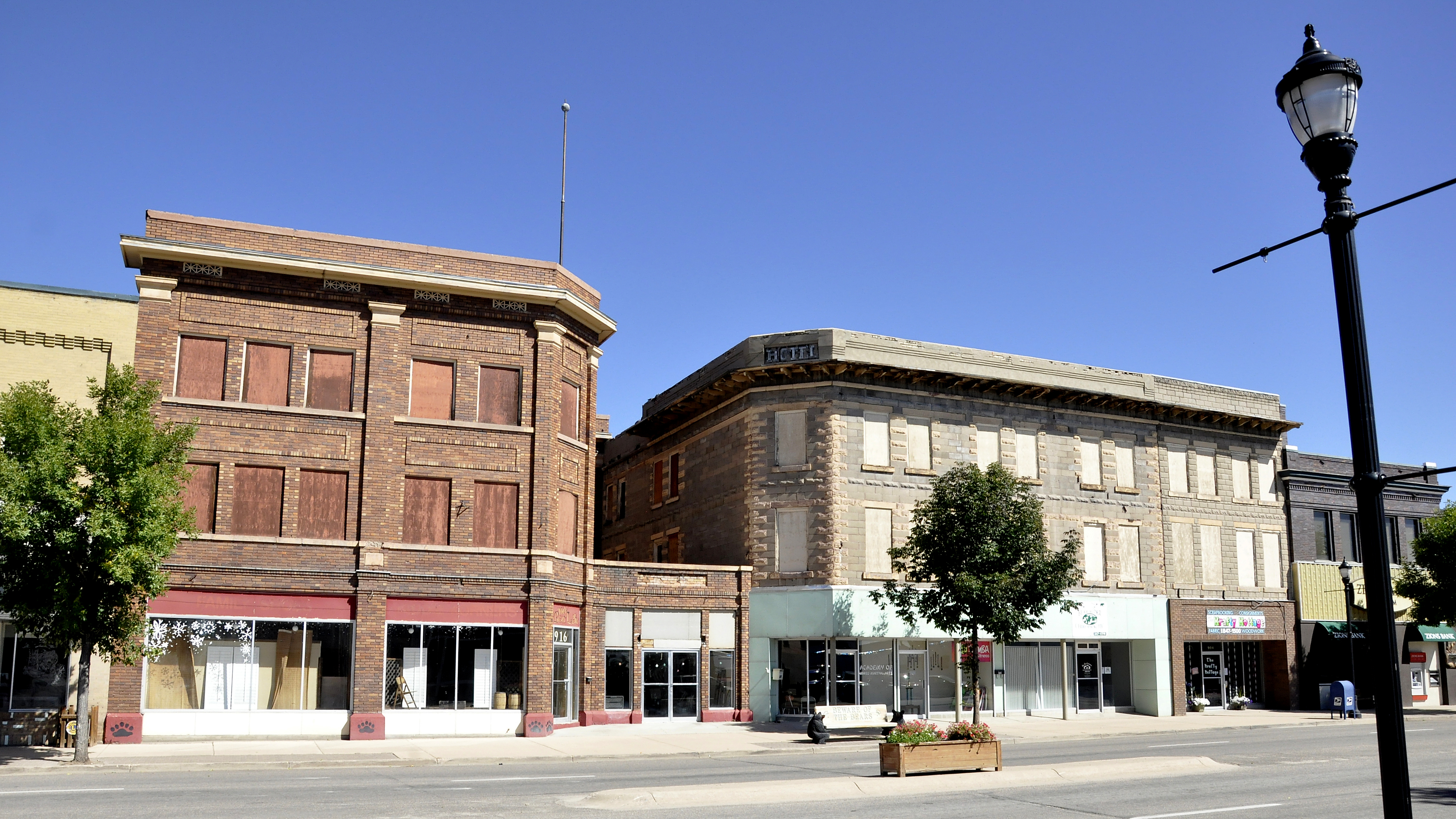
Burgoyne Hotel
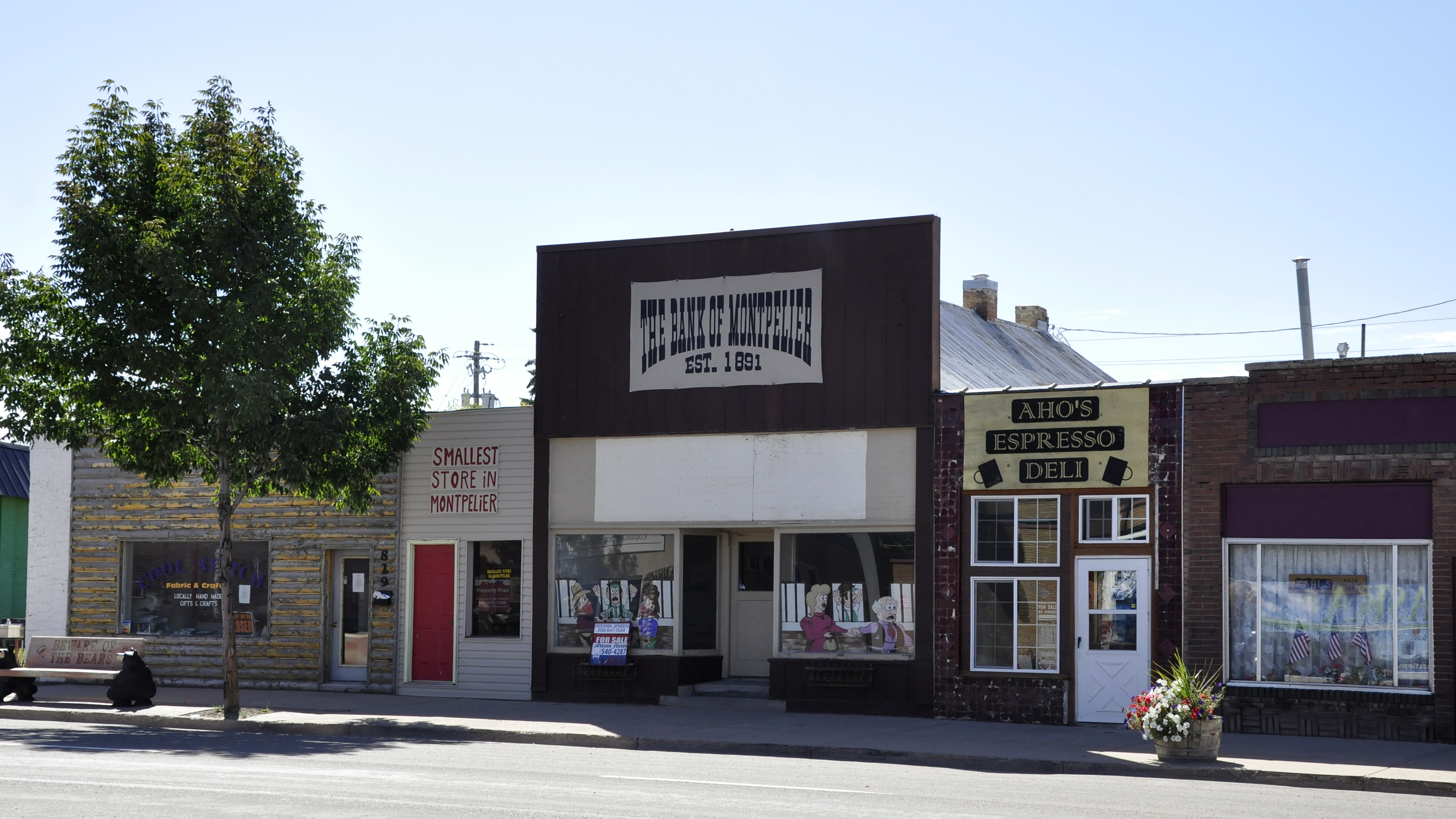
Montpelier en de bank in 1896 overvallen door de bende van Butch Cassidy
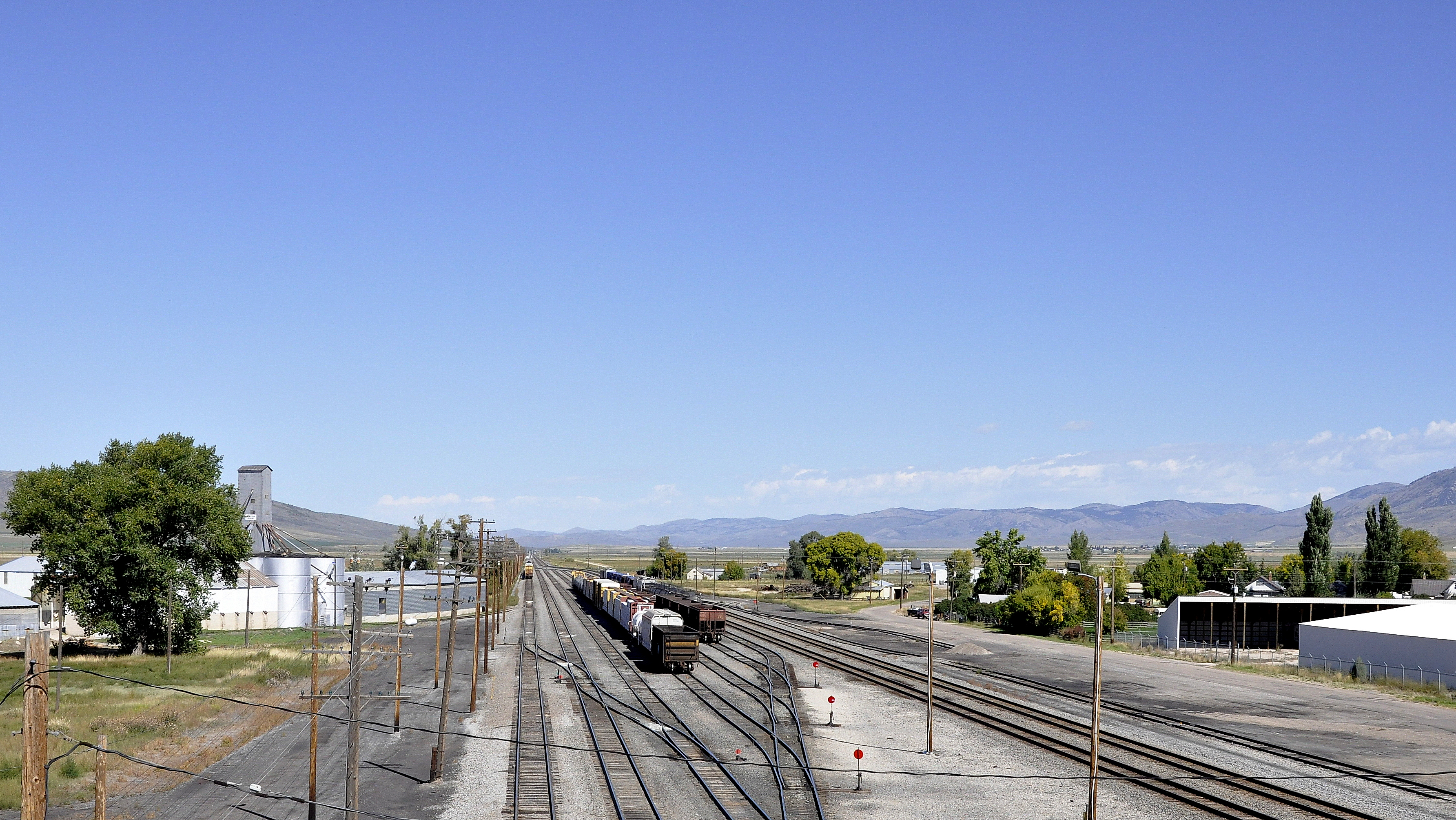
Montpelier

## Plaatsen in de nabije omgeving
De onderstaande figuur toont nabijgelegen plaatsen in een straal van 40 km rond Montpelier.